# Cornouaille
Cornouaille (bret. Kerne) – region historyczny w zachodniej Bretanii. Region zajmuje około 2/3 departamentu Finistère. 
Głównym miastem regionu jest Quimper.

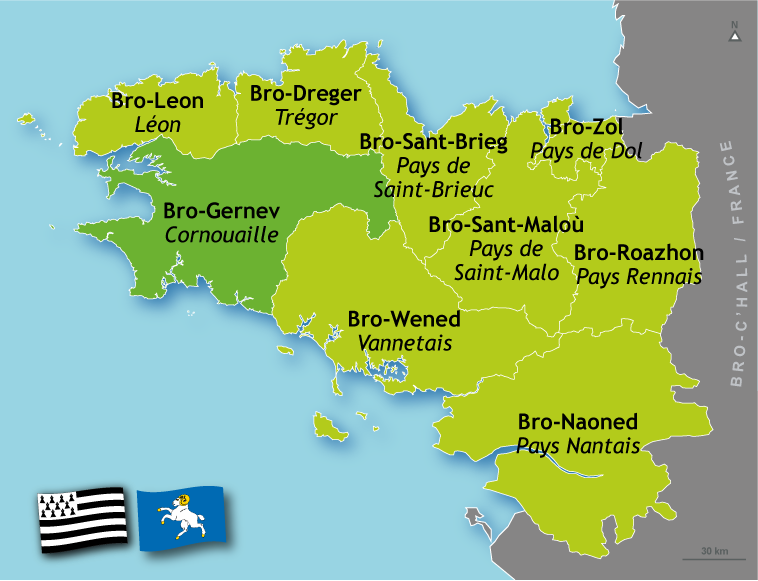
Położenie Cornouaille na mapie Bretanii